# Social Trading
Social Trading (deutsch etwa „gemeinschaftlicher (Börsen-)Handel“) bezeichnet den Austausch von Informationen und Meinungen zu Finanzmärkten zwischen Privatanlegern. Dabei veröffentlichen Anleger ihre Einschätzungen zu Wertpapieren oder ihr gesamtes Portfolio in sozialen Netzwerken oder auf speziellen Plattformen, damit andere Anleger diese einsehen, kommentieren oder mit ihrem eigenen Vermögen nachbilden können.
Der Anlageprozess soll dadurch – z. B. gegenüber Investmentfonds oder professionellen Vermögensverwaltern – transparenter werden, da Anlageentscheidungen unmittelbar veröffentlicht werden und auch kommentiert werden können.
In einem weiter gefassten Sinn bezeichnet Social Trading allgemein den Austausch von Meinungen und Informationen auf sozialen Netzwerken oder darauf spezialisierten Plattformen unter Privatanlegern zum Zweck der Anlageentscheidung. Social Trading erfordert wenig oder gar kein Wissen über die Finanzmärkte und gilt als kostengünstige, anspruchsvolle Alternative zu traditionellen Vermögensverwaltern. Allerdings kann die Qualität der geteilten Informationen variieren, was das Risiko von Fehlinformationen erhöht.

## Arten
Man unterscheidet grundsätzlich zwei Arten von Social Trading:
- Copy Trading: Händler A folgt einzelnen, selbst ausgewählten Trades von Händler B.
- Mirror Trading: Händler A folgt automatisch allen Trades von Händler B.

Einige Plattformen bieten den Nutzern weitere Varianten an, mit denen das gesamte Portfolio eines anderen Händlers kopiert (Copy Portfolio) oder dessen Dividenden (Copy Dividends) gefolgt werden kann: Sobald der Leading Trader einen Betrag von seinem Konto abhebt, erhalten seine Follower automatisch einen proportionalen Geldbetrag von ihren eigenen Konten zurück.

## Anbieter
Inzwischen existieren zahlreiche Plattformen, auf denen man automatisch das Portfolio bzw. die Käufe und Verkäufe von anderen Anlegern nachbilden kann. Dieser Vorgang wird, ähnlich wie bei anderen sozialen Plattformen, „[einem Trader] folgen“ genannt. Dazu zahlt man den gewünschten Betrag bei der Plattform ein und legt den Betrag fest, mit dem man einem bestimmten Trader folgen möchte.
Einige Anbieter arbeiten mit unabhängigen Brokern zusammen, während andere selbst Broker sind, bei denen man ein Konto eröffnen muss. Wieder andere verbriefen die Portfolios in eigenen Zertifikaten, die dann ihrerseits gehandelt werden können.
Die ersten Social-Trading-Plattformen wurden 2007 gegründet. Zu den Social-Trading-Plattformen zählen eToro (2007), ZuluTrade (2007), Sharewise (2007), ayondo (2007), wikifolio (2008) und Naga (2015). Die Plattformen wurden alle in europäischen Ländern gegründet, da Social Trading in anderen Ländern wie den USA durch gesetzliche Restriktionen nicht weit verbreitet ist.

## Chancen und Risiken
Das Konzept des Social Trading bildet eine Art „Web-2.0-Gegenpol“ zur klassischen Geldanlage in aktiv verwaltete Produkte wie Investmentfonds. Typischerweise erfolgt die Anlage bei einer automatischen Abbildung von Muster-Portfolios ausschließlich in börsengehandelte und teils auch regulierte Produkte wie Aktien, ETFs, Rohstoffe oder Währungen. Allerdings unterliegen die Verwalter dieser Portfolios oder deren Anlageentscheidungen keiner offizieller Aufsicht. Es existieren keine gesetzlichen Vorschriften, die eine einschlägige Ausbildung oder berufliche Erfahrung im Investmentbereich verlangen. Jeder kann Portfolios publizieren und von anderen folgen lassen. Auch gibt es keine Vorschriften, was die Allokation des Vermögens betrifft. Meist haben die Plattformen eine gewisse Form der Selbstkontrolle implementiert, sodass nur Anlegern gefolgt werden kann, deren Portfolio bereits seit einigen Monaten publiziert wird und deren Identität verifiziert wurde.
Wie der Name Social Trading schon sagt, geht es hierbei um kurzfristiges Handeln anstatt um langfristiges Investieren. Das heißt, dass die meisten Musterinvestoren auf kurzfristige Gewinne aus sind, die durch den schnellen Kauf und Verkauf von Aktien entstehen.
Als ein wesentliches Risiko wird der kumulierte Verlust des Signalgeberportfolios in einer bestimmten Periode betrachtet (englische Bezeichnung drawdown). Dieser Verlust bemisst die Risikobereitschaft des Signalgebers in Verlustphasen; er wird von Social-Trading-Plattformen häufig begrenzt, um die möglichen Verluste für die Follower zu beschränken.
Da es keine umfassende Regulierung gibt, ist es einfach und schnell möglich, ein Produkt anzubieten, das eine bestimmte Anlagestrategie verbrieft, etwa in Form eines Zertifikats. Allerdings sind Zertifikate Inhaberschuldverschreibungen und gehören damit nicht zum sogenannten Sondervermögen. Anleger sind hier also zusätzlich dem Kreditrisiko des Emittenten ausgesetzt. Im Gegensatz dazu ist das Anlagevermögen bei Fonds Sondervermögen, das auch bei Insolvenz der Fondsgesellschaft weiter den Anlegern gehört.

## Forschung
Der MIT-Informatiker und Forscher Yaniv Altshuler beschrieb soziale Handelsnetzwerke als komplexe adaptive Systeme und schrieb in seiner Studie von 2014 über das OpenBook von eToro:

„Durch die inhärente Fähigkeit, Ideen und Informationen untereinander auszutauschen, erhalten die Benutzer von OpenBook eine neue Informationsquelle, die sie nutzen können, um ihre Handelsleistung zu verbessern. Da die Nutzer nicht gegeneinander, sondern gegen den Markt spielen, wird diese Situation zu einem ‘Nicht-Nullsummenspiel’ und motiviert die Nutzer, so viele Informationen wie möglich auszutauschen.“

Sein Beitrag kommt zu dem Schluss, dass „Social Trading im Vergleich zum Einzelhandel viel bessere Gewinnmöglichkeiten bietet“, dass die Nutzer jedoch „ausgezeichnete, aber manchmal nicht optimale Entscheidungen bei der Auswahl von Experten treffen, obschon sie die Entscheidungen anderer sehen können.“
Ein Bericht des Weltwirtschaftsforums aus dem Jahr 2015 beschrieb soziale Handelsnetzwerke als Disruptoren, die „entstanden sind, um kostengünstige, anspruchsvolle Alternativen zu traditionellen Vermögensverwaltern anzubieten“. Diese Lösungen tragen zu einer breiteren Kundenbasis bei und ermöglichen es den Kunden, mehr Kontrolle über ihre Vermögensverwaltung zu haben und „stellen eine greifbare Bedrohung für die traditionellen Praktiken der Vermögensverwaltungsbranche dar“.
Die Denkfabrik des Ökonomen Nouriel Roubini prognostizierte 2016, dass „neuere Anlageformen wie sozial verantwortliche Anlagen und Social Trading“ in den kommenden Jahren zu den größten Branchenwachstumsraten führen werden.
Eine Studie der St. John’s University aus dem Jahr 2017 ergab, dass „führende“ Händler oder diejenigen mit Followern anfälliger für ein Phänomen sind, das als Dispositionseffekt bekannt ist, als Investoren, die von keinem anderen Händler verfolgt werden. Dabei halten die Autoren fest, dass die Beobachtung dadurch erklärt werden kann, dass „sich die Führenden ihren Followern gegenüber verantwortlich fühlen und sie nicht enttäuschen wollen, aus Angst, Follower zu verlieren, falls sie eine schlechte Investitionsentscheidung zulassen und wollen dadurch Vertrauen in ihre ursprüngliche Investitionswahl signalisieren oder durch den Versuch von neu erkorenen Führenden, ihr Selbstbild zu gestalten“.